# Wouter De Vriendt
Pour les articles homonymes, voir De Vriendt.
Wouter J.A. De Vriendt, né le 22 juin 1977 à Ostende est un homme politique belge, membre du parti écologiste Groen.

## Biographie
Après ses études de licencié en sciences politiques, il fait une étude relative à la politique européenne et à la coopération internationale.
Wouter De Vriendt travaille entre 2002 et 2005 pour Agalev/Groen! comme collaborateur politique. Plus tard, il est chercheur et attaché au Parlement flamand.
Il vit à Ostende, où il est également conseiller communal.
Depuis les élections fédérales de 2007, il est député fédéral pour la Flandre-Occidentale.

## Décoration
- Officier de l'ordre de Léopold (2024)[1]